# Federação Alemã de Futebol
A Federação Alemã de Futebol (alemão: Deutscher Fußball-Bund, DFB) é o órgão dirigente do futebol na Alemanha. 
O DFB é a segunda maior associação de futebol do mundo e organiza o Campeonato Alemão de Futebol (alemão: Bundesliga), a Copa da Alemanha (Pokal) e a Seleção Alemã de Futebol. 
Está sediada em Frankfurt am Main e é dividida em cinco federações regionais (Nord, West, Süd, Südwest e Nordost). Com a reunificação da Alemanha em 1990, fundiu-se à Associação Alemã de Futebol da RDA, que controlava o futebol da antiga Alemanha Oriental.

## Historia
No dia 28 de janeiro de 1900, representantes de 86 clubes alemães de futebol reuniram-se em Leipzig, fundando a Federação Alemã de Futebol. Já em 1903, o VfB Leipzig sagrava-se o primeiro campeão alemão de futebol. 
O futebol exerce uma fascinação sobre os alemães como nenhum outro tipo de esporte. Em sua existência centenária, ele se transformou no esporte popular número um e em um negócio que envolve somas bilionárias. Sua organização no país começou, porém, de forma bastante modesta em Leipzig, quando foi decidida a criação da DFB.
A DFB é uma instituição de valores predominantemente conservadores.

## Historial noCampeonato Europeu de Futebol
- Participações: 12
  - 1972, 1976, 1980, 1984, 1988, 1992, 1996, 2000, 2004, 2008, 2012 e 2016.
- Títulos: 3
  - 1972, 1980 e 1996.
- Finais: 6
  - 1972, 1976, 1980, 1992, 1996 e 2008